# Steno (director de cinema)
Steno era el nom artístic de Stefano Vanzina (Roma, 19 de gener de 1915 - Roma, 13 de març de 1988), director i guionista de cinema italià. Les seves comèdies van ser popularíssimes a Itàlia i van caracteritzar tota l'època que va des dels anys 1950 als 80. Alguns dels actors que van protagonitzar les seves pel·lícules van ser Totò, Alberto Sordi, Aldo Fabrizi, Bud Spencer i la parella formada per Ugo Tognazzi i Raimondo Vianello. Steno és pare del també director de cinema Carlo Vanzina.

## Començaments com a dibuixant
Fill del periodista del Corriere della Sera Alberto Vanzina i de Giulia Boggio, als tres anys va quedar orfe de pare, la qual cosa va deixar a la seva família en greus dificultats econòmiques. Es va matricular en la Facultat de Dret, però mai va completar els seus estudis universitaris. Es va diplomar com a escenògraf en l'Acadèmia de Belles arts i es va inscriure en el Centre Sperimentale di Cinematografia, on va començar a dibuixar caricatures, vinyetes i articles humorístics que va signar amb el pseudònim de Steno, que va ser el que adoptaria també en la seva carrera cinematogràfica (excepte en dues ocasions, en què va signar amb la seva veritable identitat). Aquest sobrenom artístic el va prendre en homenatge de l'escriptora Flavia Steno, autora molt popular a Itàlia a principis del segle xx. Vanzina va començar a col·laborar amb el setmanari Tribuna Illustrata i després en el periòdic satíric Marc'Aurelio (on van col·laborar com a humoristes gràfics altres noms importants vinculats al cinema, com Marcello Marchesi o Federico Fellini). Steno va treballar durant cinc anys per a aquesta publicació, al mateix temps que feia guions radiofònics i textos teatrals.

## El cinema

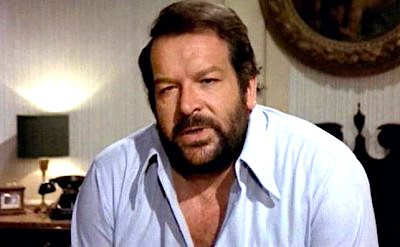
Bud Spencer en un fotograma de la primera pel·lícula de la tetralogia de Piedone: Piedone lo sbirro, de 1973

Començarà a treballar al cinema gràcies al director Mario Mattoli, qui li va contractar com a guionista i, fins i tot, com a ajudant de direcció en moltes de les seves pel·lícules. Steno també va escriure guions per a Giorgio Simonelli, Carlo Ludovico Bragaglia, Riccardo Freda i Carlo Borghesio, a més d'intervenir ocasionalment com a actor. El 1949 va dirigir la seva primera pel·lícula: Al diavolo la celebrità, dirigida al costat de Mario Monicelli, amb qui signarà en total vuit pel·lícules com a codirector, entre les quals destaca Guardie e ladri, en el guió del qual va col·laborar Vitaliano Brancati, que van protagonitzar Totò, Pina Piovani i Aldo Fabrizi i que va participar al Festival de Canes de 1952, on va guanyar el premi al millor guió. El 1952 iniciarà la seva carrera en solitari amb Totò a colori (protagonitzada, de nou, per l'actor Totò).
A partir d'aquí va començar una prolífica carrera, abundant en comèdies més o menys atrevides (El 1954 la seva pel·lícula Le avventure di Giacomo Casanova va sofrir severes retallades de la censura) i que va derivar cap a altres subgèneres, com l'anomenat poliziesco all'italiana, on s'exageraven els trets de violència i comicitat (el millor exemple d'això són les quatre pel·lícules que va rodar sobre el personatge de Piedone, un comissari de policia de Nàpols interpretat per Bud Spencer o la sèrie televisiva Big Man, amb el mateix Spencer i que Steno no va poder concloure per la seva inesperada mort).
L'última pel·lícula per al cinema de Steno va ser Animali metropolitani (1987), una sàtira sobre l'hedonisme de la societat italiana del seu moment que es va estrenar tres mesos abans de la seva mort i que va ser un fracàs de públic.

## Filmografia

### Director
- Al diavolo la celebrità (1949) (codirigida amb Mario Monicelli)
- Totò busca casa (1949) (codirigida amb Mario Monicelli)
- Vida de gossos (1950) (codirigida amb Mario Monicelli)
- È arrivato il cavaliere (1950) (codirigida amb Mario Monicelli)
- Guardie e ladri (1951) (codirigida amb Mario Monicelli)
- Totò e i re di Roma (1951) (codirigida amb Mario Monicelli)
- Totò e le donne (1952) (codirigida amb Mario Monicelli)
- Totò a colori (1952)
- Le infedeli (1953) (codirigida amb Mario Monicelli)
- L'uomo, la bestia e la virtù (1953)
- Cinema d'altri tempi (1953)
- Un giorno in pretura (1953)
- Un americano a Roma (1954)
- Le avventure di Giacomo Casanova (1954)
- Piccola posta (1955)
- Mio figlio Nerone (1956)
- Susanna tutta panna (1957)
- Femmine tre volte (1957)
- Guardia, ladro e cameriera (1958)
- Mia nonna poliziotto (1958)
- Totò nella luna (1958)
- Totò, Eva e il pennello proibito (1959)
- I tartassati (1959)
- Tempi duri per i vampiri (1959)
- Un militare e mezzo (1960)
- Letto a tre piazze (1960)
- A noi piace freddo...! (1960)
- Psycosissimo (1961)
- I moschettieri del mare (1961)
- La ragazza di mille mesi (1961)
- I due colonnelli (1962)
- Totò diabolicus (1962)
- Copacabana Palace (1962)
- Totò contro i quattro (1963)
- Gli eroi del West (1963)
- I gemelli del Texas (1964)
- Un mostro e mezzo (1964)
- Letti sbagliati (1965)
- Rose rosse per Angelica (1965)
- Amore all'italiana (1966)
- La feldmarescialla (1967)
- Arriva Dorellik (1967)
- Il mostro della domenica, episodi de Capriccio all'italiana (1968)
- Il trapianto (1970)
- Cose di Cosa Nostra (1971)
- Il vichingo venuto dal sud (1971)
- La polizia ringrazia (1971)
- Il terrore con gli occhi storti (1972)
- L'uccello migratore (1972)
- Anastasia mio fratello (1973)
- Piedone lo sbirro (1973)
- La poliziotta (1974)
- Piedone a Hong Kong (1975)
- Il padrone e l'operaio (1975)
- Febbre da cavallo (1976)
- L'Italia s'è rotta (1976)
- Tre tigri contro tre tigri (1977) (codirigida amb Sergio Corbucci)
- Doppio delitto (1977)
- Piedone l'africano (1978)
- Amori miei (1978)
- Dottor Jekyll e gentile signora (1979)
- La patata bollente (1979)
- Piedone d'Egitto (1980)
- Fico d'India (1980)
- Quando la coppia scoppia (1981)
- Il tango della gelosia (1981)
- Dio li fa poi li accoppia (1982)
- Banana Joe (1982)
- Sballato, gasato, completamente fuso (1982)
- Bonnie e Clyde all'italiana (1983)
- Mani di fata (1983)
- Mi faccia causa (1984)
- Animali metropolitani (1988)
- L'ombra nera del Vesuvio (1987, minisèrie TV)
- Big Man (1987-1988, minisèrie TV) (5 episodis)

### Col·laboracions
- Eravamo sette vedove (1938), dirigida per Mario Mattoli (guionista)
- Lo vedi come sei... lo vedi come sei? (1939), dirigida per Mario Mattoli (guionista i ajudant de direcció)
- 1000 km al minuto! (1940), dirigida per Mario Mattoli (ajudant de direcció)
- Abbandono (1940), dirigida per Mario Mattoli (escript, guionista i ajudant de direcció)
- Il pirata sono io! (1940), dirigida per Mario Mattoli (guionista, diàlegs i ajudant de direcció)
- Non me lo dire! (1940), dirigida per Mario Mattoli (escript i guionista)
- Luce nelle tenebre (1941), dirigida per Mario Mattoli (ajudant de direcció)
- La scuola dei timidi (1941), dirigida per Carlo Ludovico Bragaglia (guionista i ajudant de direcció)
- C'è un fantasma nel castello (1941), dirigida per Giorgio Simonelli (guionista)
- La donna è mobile (1942), dirigida per Mario Mattoli (escript)
- Labbra serrate (1942), dirigida per Mario Mattoli (escript i guionista)
- Soltanto un bacio (1942), dirigida per Giorgio Simonelli (actor)
- Violette nei capelli (1942), dirigida per Carlo Ludovico Bragaglia (ajudant de direcció i actor)
- Quarta pagina (1942), dirigida per Nicola Manzari (guionista)
- L'avventura di Annabella (1943), dirigida per Leo Menardi (escript i guionista)
- Due cuori fra le belve (1943), dirigida per Giorgio Simonelli (guionista)
- Non canto più (1943), dirigida per Riccardo Freda (escript i guionista)
- Romanzo a passo di danza (1943), dirigida per Giancarlo Cappelli (escript i guionista)
- Il viaggio del signor Perrichon (1943), dirigida per Paolo Moffa (guionista)
- Quartieri alti (1944), dirigida per Mario Soldati (guionista)
- Tutta la città canta (1944), dirigida per Riccardo Freda (escript i guionista)
- Dieci minuti di vita (1944), dirigida per Leo Longanesi (guionista, completat de Nino Giannini amb el títol Vivere ancora)
- La vita ricomincia (1945), dirigida per Mario Mattoli (guionista i ajudant de direcció)
- Aquila nera (1946), dirigida per Riccardo Freda (guionista)
- L'angelo e il diavolo (1946), dirigida per Mario Camerini (guionista)
- Come persi la guerra (1947), dirigida per Carlo Borghesio (guionista)
- Il corriere del re (1947), dirigida per Gennaro Righelli (guionista)
- I due orfanelli (1947), dirigida per Mario Mattòli (escript i guionista)
- La figlia del capitano (1947), dirigida per Mario Camerini (guionista)
- I miserabili (1947), dirigida per Riccardo Freda (guionista)
- Lo sciopero dei milioni (1947), dirigida per Raffaello Matarazzo (guionista)
- Follie per l'opera (1947), dirigida per Mario Costa (escript i guionista)
- Il cavaliere misterioso (1948), dirigida per Riccardo Freda (escript i guionista)
- L'eroe della strada (1948), dirigida per Carlo Borghesio (escript i guionista)
- Fifa e arena (1948), dirigida per Mario Mattoli (escript i guionista)
- Totò al giro d'Italia (1948), dirigida per Mario Mattoli (guionista)
- Vespro siciliano (1949), dirigida per Giorgio Pàstina (guionista)
- Botta e risposta (1949), dirigida per Mario Soldati (escript i guionista)
- Come scopersi l'America (1949), dirigida per Carlo Borghesio (guionista)
- Il conte Ugolino (1949), dirigida per Riccardo Freda (guionista)
- Il lupo della Sila (1949), dirigida per Duilio Coletti (escript i guionista)
- I pompieri di Viggiù (1949), dirigida per Mario Mattoli (escript i guionista)
- Quel bandito sono io (1949), dirigida per Mario Soldati (guionista)
- Il brigante Musolino (1950), dirigida per Mario Camerini (escript)
- L'inafferrabile 12 (1950), dirigida per Mario Mattoli (guionista)
- Accidenti alle tasse!! (1951), dirigida per Mario Mattoli (escript i guionista)
- Vendetta... sarda (1951), dirigida per Mario Mattoli (escript i guionista)
- Anema e core (1951), dirigida per Mario Mattoli (guionista)
- Amo un assassino (1951), dirigida per Baccio Bandini (escript i guionista)
- Core 'ngrato (1951), dirigida per Guido Brignone (escript)
- È l'amor che mi rovina (1951), dirigida per Mario Soldati (escript i guionista)
- Tizio, Caio, Sempronio (1951), dirigida per Marcello Marchesi, Vittorio Metz i Alberto Pozzetti (guionista)
- Napoleone (1951), dirigida per Carlo Borghesio (guionista)
- O.K. Nerone (1951), dirigida per Mario Soldati (escript i guionista)
- 5 poveri in automobile (1952), dirigida per Mario Mattoli (guionista)
- Don Lorenzo (1952), dirigida per Carlo Ludovico Bragaglia (escript i guionista)
- Ragazze da marito (1952), dirigida per Eduardo De Filippo (escript i guionista)
- Ci troviamo in galleria (1953), dirigida per Mauro Bolognini (guionista)
- Io sono la primula rossa (1954), dirigida per Giorgio Simonelli (guionista)
- Totò, Peppino e le fanatiche (1958), dirigida per Mario Mattoli (escript i guionista)
- Totò, Peppino e... la dolce vita (1961), dirigida per Sergio Corbucci (escript)
- Le bambole (1964), episodi Il trattato di eugenetica, dirigida per Luigi Comencini (guionista)
- Le belle famiglie (1964), dirigida per Ugo Gregoretti (guionista)
- Delitto quasi perfetto (1965), dirigida per Mario Camerini (escript);
- Le piacevoli notti (1966), dirigida per Armando Crispino i Luciano Lucignani (guionista)
- L'arcangelo (1969), dirigida per Giorgio Capitani (guionista)
- Germania 7 donne a testa (1970), dirigida per Stanislao Nievo i Paolo Cavallina (escript i guionista)
- Armiamoci e partite! (1971), dirigida per Nando Cicero (escript)
- Speed Cross (1979), dirigida per Stelvio Massi (escript i guionista)
- Italian Fast Food (1986), dirigida per Lodovico Gasparini (escript)